# Juy Vakil
Juy Vakil é uma cidade do Afeganistão, localizada na província de Balkh. Está situada próxima à fronteira com o Uzbequistão.